# (3167) Babcock
(3167) Babcock (1984 QE) ist ein ungefähr 13 Kilometer großer Asteroid des mittleren Hauptgürtels, der am 13. September 1955 im Rahmen des Indiana Asteroid Programs am Goethe-Link-Observatorium in Brooklyn, Indiana, Vereinigte Staaten (IAU-Code 760) entdeckt wurde. Durch das Indiana Asteroid Program wurden insgesamt 119 Asteroiden neu entdeckt.

## Benennung
(3167) Babcock wurde nach den US-amerikanischen Astronomen Harold D. Babcock (1882–1968) und seinem Sohn Horace Welcome Babcock (1912–2003) benannt. Horace Welcome Babcock war von 1964 bis 1978 Direktor des Palomar-Observatoriums (IAU-Code 675). Die Benennung wurde vom US-amerikanischen Astronomen Frank K. Edmondson vorgeschlagen.